# Liste der Gebietsänderungen in Thüringen 2018
Die Liste der Gebietsänderungen in Thüringen 2018 enthält Änderungen an Gemeindegebieten des Landes Thüringen in der Zeit vom 1. Januar 2018 bis zum 31. Dezember 2018. Dazu zählen unter anderem Zusammenschlüsse und Trennungen von Gemeinden, Eingliederungen von Gemeinden in eine andere, Änderungen des Gemeindenamens und Umgliederungen von Teilen einer Gemeinde in eine andere.

## Legende
- Datum: juristisches Wirkungsdatum der Gebietsänderung
- Gemeinde vor der Änderung: Gemeinde vor der Gebietsänderung
- Maßnahme: Art der Gebietsänderung
- Gemeinde nach der Änderung: Gemeinde nach der Gebietsänderung
- Landkreis: Landkreis der Gemeinde nach der Gebietsänderung

Die Sortierung erfolgt chronologisch: Datum, kreisfreie Städte, Landkreise, aufnehmende oder neu gebildete Gemeinde. Heute noch bestehende Gemeinden sind farbig unterlegt.

## Liste
| Datum      | Gemeinde vor der Änderung                   | Maßnahme        | Gemeinde nach der Änderung | Landkreis              |
| ---------- | ------------------------------------------- | --------------- | -------------------------- | ---------------------- |
| 06.07.2018 | Frohnsdorf Jückelberg Ziegelheim            | Eingliederung   | Nobitz                     | Altenburger Land       |
| 06.07.2018 | Hundeshagen                                 | Eingliederung   | Leinefelde-Worbis          | Eichsfeld              |
| 06.07.2018 | Drei Gleichen Günthersleben-Wechmar         | Zusammenschluss | Drei Gleichen              | Gotha                  |
| 06.07.2018 | Nahetal-Waldau St. Kilian                   | Eingliederung   | Schleusingen               | Hildburghausen         |
| 06.07.2018 | Gehren Langewiesen Pennewitz Wolfsberg      | Eingliederung   | Ilmenau                    | Ilm-Kreis              |
| 06.07.2018 | Ilmtal                                      | Eingliederung   | Stadtilm                   | Ilm-Kreis              |
| 06.07.2018 | Buchholz                                    | Eingliederung   | Nordhausen                 | Nordhausen             |
| 06.07.2018 | Harzungen Herrmannsacker Neustadt/Harz      | Eingliederung   | Harztor                    | Nordhausen             |
| 06.07.2018 | Saalfelder Höhe Wittgendorf                 | Eingliederung   | Saalfeld/Saale             | Saalfeld-Rudolstadt    |
| 06.07.2018 | Kamsdorf                                    | Eingliederung   | Unterwellenborn            | Saalfeld-Rudolstadt    |
| 06.07.2018 | Springstille                                | Eingliederung   | Schmalkalden               | Schmalkalden-Meiningen |
| 06.07.2018 | Schillingstedt                              | Eingliederung   | Sömmerda                   | Sömmerda               |
| 06.07.2018 | Föritz Judenbach Neuhaus-Schierschnitz      | Zusammenschluss | Föritztal                  | Sonneberg              |
| 06.07.2018 | Ettenhausen an der Suhl Frauensee Tiefenort | Eingliederung   | Bad Salzungen              | Wartburgkreis          |
| 06.07.2018 | Marksuhl Wolfsburg-Unkeroda                 | Eingliederung   | Gerstungen                 | Wartburgkreis          |